# 京丹波町
京丹波町（日语：／ Kyōtanba chō */?）是位於京都府的行政區劃，地處福知山盆地與龜岡盆地之間的丹波高地。

## 人口
| 京丹波町人口分布圖 |                                                 |  |
| 京丹波町與日本全國年齡別人口分布比較圖 （2005年資料） | 京丹波町的年齡、男女別人口分布圖 （2005年資料） |  |
| ■紫色是京丹波町 ■綠色是全国 | ■藍色是男性 ■紅色是女性                         |  |
| 京丹波町人口變化 \| 1970年 \| 20,061人 \| \| \| 1975年 \| 19,381人 \| \| \| 1980年 \| 19,677人 \| \| \| 1985年 \| 19,087人 \| \| \| 1990年 \| 18,696人 \| \| \| 1995年 \| 18,785人 \| \| \| 2000年 \| 17,929人 \| \| \| 2005年 \| 16,893人 \| \| \| 2010年 \| 15,732人 \| \| \| 2015年 \| 14,453人 \| \| \| 2020年 \| 12,907人 \| \| |                                                 |  |
| 資料來源：日本總務省統計中心提供之人口普查數據 |                                                 |  |
| 1970年 | 20,061人                                        |  |
| 1975年 | 19,381人                                        |  |
| 1980年 | 19,677人                                        |  |
| 1985年 | 19,087人                                        |  |
| 1990年 | 18,696人                                        |  |
| 1995年 | 18,785人                                        |  |
| 2000年 | 17,929人                                        |  |
| 2005年 | 16,893人                                        |  |
| 2010年 | 15,732人                                        |  |
| 2015年 | 14,453人                                        |  |
| 2020年 | 12,907人                                        |  |

## 歷史
過去由於位於山陰街道成為宿場町而開始繁榮，在江戶時代現在的京丹波町轄區大多屬於丹波龜山藩的領地，另有部分區域屬於園部藩、篠山藩、鶴牧藩、幕府旗本。明治維新後，先後分屬久美濱縣、龜山縣、園部縣、篠山縣、鶴牧縣，直到1871年才全數整併到京都府內。
1889年實施町村制，現在的京丹波町轄區在當時分屬竹野村、須知村、高原村、質美村、檜山村、梅田村、三之宮村、上和知村、下和知村共9個行政區劃，在1950年代的昭和大合併後，被整併為丹波町、瑞穗町、和知町3個町。21世紀初的平成大合併中，這三個町再次於2005年合併為現在的京丹波町。

### 變遷表
| 1889年4月1日 | 1889年 - 1926年      | 1926年 - 1944年      | 1945年 - 1954年         | 1955年 - 1989年     | 1989年 - 现在           | 現在                    |
| ------------ | -------------------- | -------------------- | ----------------------- | ------------------- | ----------------------- | ----------------------- |
| 竹野村       | 竹野村               | 竹野村               | 1951年4月1日 併入須知町 | 1955年4月1日 丹波町 | 2005年10月11日 京丹波町 | 2005年10月11日 京丹波町 |
| 須知村       | 1901年7月19日 須知町 | 1901年7月19日 須知町 | 1901年7月19日 須知町    | 1955年4月1日 丹波町 | 2005年10月11日 京丹波町 | 2005年10月11日 京丹波町 |
| 高原村       |                      |                      |                         | 1955年4月1日 丹波町 | 2005年10月11日 京丹波町 | 2005年10月11日 京丹波町 |
| 質美村       | 質美村               | 質美村               | 1951年4月1日 瑞穗村     | 1955年4月1日 瑞穗町 | 2005年10月11日 京丹波町 | 2005年10月11日 京丹波町 |
| 檜山村       |                      |                      | 1951年4月1日 瑞穗村     | 1955年4月1日 瑞穗町 | 2005年10月11日 京丹波町 | 2005年10月11日 京丹波町 |
| 梅田村       |                      |                      | 1951年4月1日 瑞穗村     | 1955年4月1日 瑞穗町 | 2005年10月11日 京丹波町 | 2005年10月11日 京丹波町 |
| 三之宮村     |                      |                      | 1951年4月1日 瑞穗村     | 1955年4月1日 瑞穗町 | 2005年10月11日 京丹波町 | 2005年10月11日 京丹波町 |
| 上和知村     | 上和知村             | 上和知村             | 上和知村                | 1955年4月1日 和知町 | 2005年10月11日 京丹波町 | 2005年10月11日 京丹波町 |
| 下和知村     |                      |                      |                         | 1955年4月1日 和知町 | 2005年10月11日 京丹波町 | 2005年10月11日 京丹波町 |

## 交通
西日本旅客鐵道山陰本線通過轄內北部區域並設有四個車站，但使用率不高，每個車站的日均使用人次均不到200人。而南部居民主要是搭乘客運到位於南丹市的園部車站再轉乘鐵路。

### 鐵路
- 西日本旅客鐵道
  - 山陰本線：（←南丹市） - 下山車站 - 和知車站 - 安栖里車站 - 立木車站 - （綾部市→）

### 公路
高速公路
- 京都縱貫自動車道：（綾部市） - 京丹波和知交流道 - 京丹波瑞穗交流道 - 丹波休息區 - 丹波交流道 - （南丹市）

## 觀光資源
位於轄內質志地區的質志鍾乳洞是京都府內唯一的鐘乳洞，全長約120公尺，洞內高低落差約25公尺。

## 外部連結
- （日語） YouTube上的京丹波町頻道
- （日語） 京丹波町觀光協會 （页面存档备份，存于）